# 金刀峡镇
金刀峡镇，是中华人民共和国重庆市北碚区下辖的一个乡镇级行政单位。

## 行政区划
金刀峡镇下辖以下地区：
偏岩社区、小塘村、七星洞村、五马村、胜天湖村、小华莹村、永安村、石寨村和响水村。